# گورستان

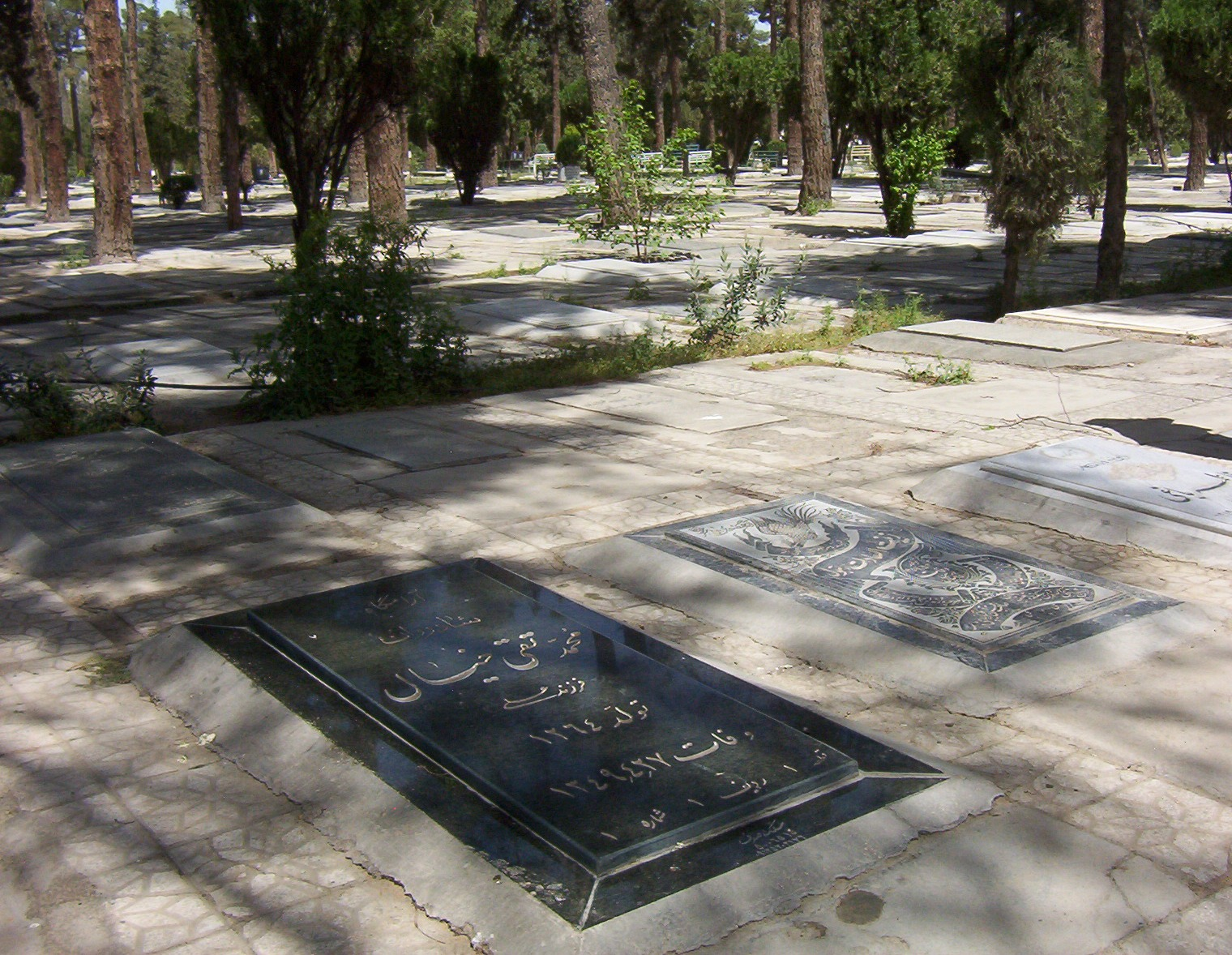
نخستین قبرهای بهشت زهرا

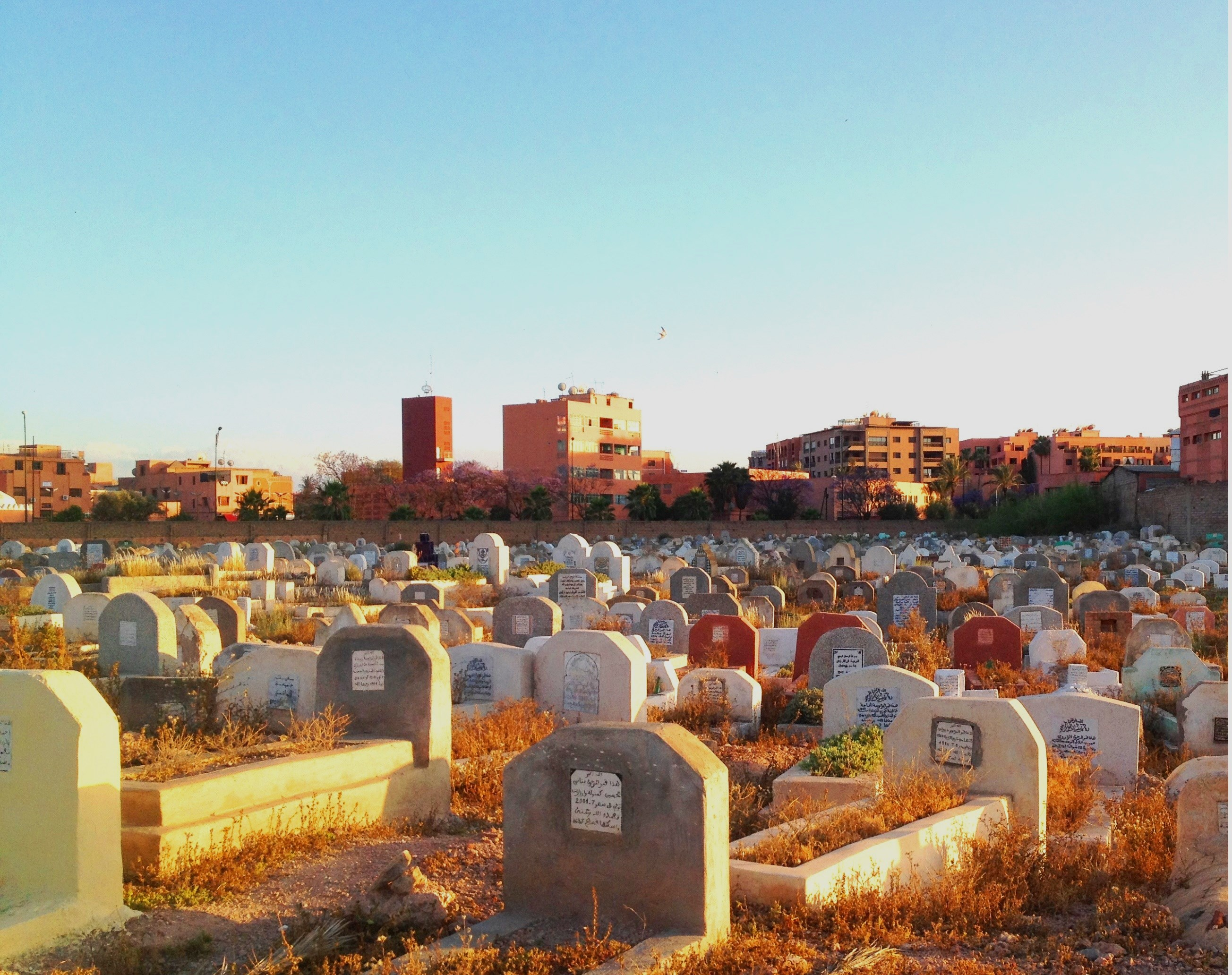
قبرستان مسلمانان در غروب آفتاب در شهر مراکش

گورستان، قبرستان، مزارستان یا آرامستان محل دفن اجساد انسان است. در برخی کشورها (همانند بخشی از کشور هندوستان) مردگان را می‌سوزانند ولی در اکثر نقاط جهان آنها را به خاک می‌سپارند، با این تفاوت که مسیحیان در تابوت و مسلمانان بدون تابوت مردگان را در خاک گورستان دفن می‌کنند.

## ریشه‌شناسی
نهادهای دولتی ایران طی نشستی در دی ماه ۱۳۸۴ تصمیم گرفتند در نوشته‌های رسمی به‌جای کلمه گورستان از واژه «آرامستان» استفاده کنند تا بدین‌وسیله از بار اندوهگین و منفی این واژه اجتناب شود. مقبره واژه ای عربی است که در فارسی برخی مواقع به‌جای قبرستان که وامواژه ای عربی است بکار می‌رود.